# Verfassungsreferendum in Niger 1958
Das Verfassungsreferendum in Niger 1958 fand am 28. September 1958 statt. Die Wahlberechtigten Nigers stimmten mehrheitlich für eine Annahme der Verfassung der Fünften Französischen Republik und damit für einen Verbleib Nigers bei Frankreich innerhalb der Communauté française.

## Hintergrund
Die neue Verfassung Frankreichs wurde auch in den französischen Überseegebieten zur Abstimmung vorgelegt. Die Volksabstimmung war de facto zugleich ein Unabhängigkeitsreferendum: Eine Ablehnung bedeutete die sofortige Unabhängigkeit von Frankreich, eine Zustimmung eine erweiterte Autonomie des Territoriums. In Niger warb die regierende Partei Sawaba für ein Nein, während die sich in der Opposition befindliche Nigrische Fortschrittspartei für ein Ja eintrat.

## Ergebnis
Von 1.320.174 registrierten Wählern gingen 493.953 zu den Urnen. Dies entspricht einer Wahlbeteiligung von 37,4 %. Von den abgegebenen Stimmzetteln wurden 474.778 als gültig und 19.175 als ungültig gewertet.
|      | Stimmen | Anteil  |
| ---- | ------- | ------- |
| Ja   | 372.383 | 78,43 % |
| Nein | 102.395 | 21,57 % |

Die Abstimmung gilt als von der französischen Verwaltung unter Gouverneur Don Jean Colombani manipuliert.

## Folgen
Niger wurde Autonome Republik. Der antifranzösische Wahlverlierer Sawaba wurde von der Macht verdrängt. Die profranzösische Nigrische Fortschrittspartei konstituierte sich als Einheitspartei und führte Niger im afrikanischen Jahr 1960 in die Unabhängigkeit.